# Holmeskov Dyrehave
Holmeskov Dyrehave är en skog i Danmark. Den ligger i Region Själland, i den sydöstra delen av landet söder om Sakskøbing. Holmeskov Dyrehave ligger på ön Lolland.